# شيفري (أين)
شيفري (بالفرنسية: Chevry)‏ هي بلدية فرنسية تقع في إقليم الأين في فرنسا. رمز إنسي لها هو:1103. أما الرمز البريدي لها فهو: 1170.